# Reuttei járás
A Reuttei járás egyike Ausztria tartományának, Tirolnak a kilenc járása közül. Székhelye Reutte, területe 1236,37 km², lakosainak száma 31 758 fő, népsűrűsége pedig 26 fő/km² (2015. január 1-jén).

## Közigazgatási beosztás

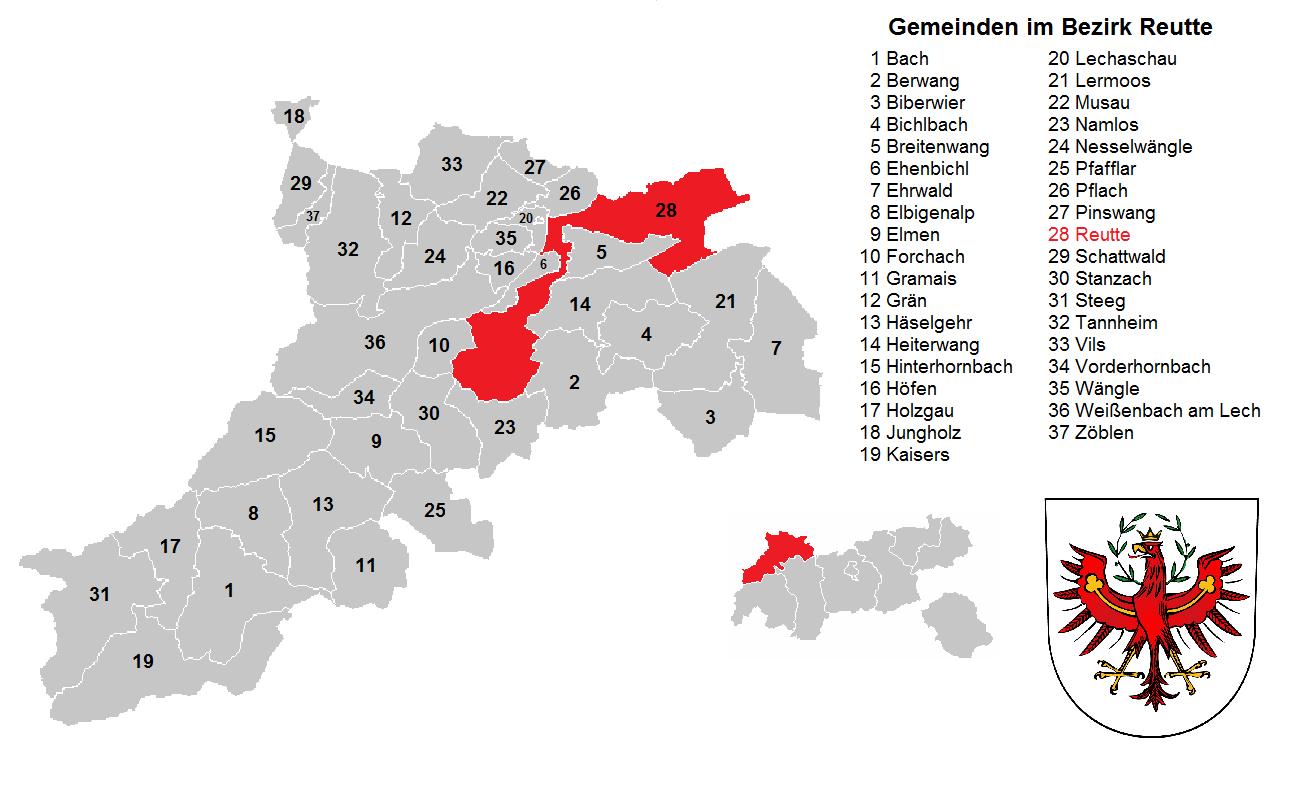
A Reuttei járás települései

A járásban 37 község található.
Város
1. Reutte (6 054)

Községek
- Bach (687)
- Berwang (585)
- Biberwier (632)
- Bichlbach (795)
- Breitenwang (1 532)
- Ehenbichl (810)
- Ehrwald (2 581)
- Elbigenalp (863)
- Elmen (375)
- Forchach (296)
- Grän (580)
- Gramais (54)
- Häselgehr (667)
- Heiterwang (511)
- Hinterhornbach (98)
- Höfen (1 267)
- Holzgau (439)
- Jungholz (308)
- Kaisers (70)
- Lechaschau (2 044)
- Lermoos (1 113)
- Musau (398)
- Namlos (88)
- Nesselwängle (420)
- Pfafflar (125)
- Pflach (1 263)
- Pinswang (416)
- Schattwald (427)
- Stanzach (416)
- Steeg (689)
- Tannheim (1 045)
- Vils (1 482)
- Vorderhornbach (261)
- Wängle (848)
- Weißenbach am Lech (1 280)
- Zöblen (239)

## Fordítás
- Ez a szócikk részben vagy egészben  a   Reutte District című angol Wikipédia-szócikk ezen változatának fordításán alapul.  Az eredeti cikk szerkesztőit annak laptörténete sorolja fel. Ez a jelzés csupán a megfogalmazás eredetét és a szerzői jogokat jelzi, nem szolgál a cikkben szereplő információk forrásmegjelöléseként.